# Superparamagnétisme
Le superparamagnétisme est un comportement des matériaux ferromagnétiques ou ferrimagnétiques de grains de dimensions nanométriques. L’aimantation de ces grains peut se renverser spontanément sous l’influence de la température. Le temps moyen entre deux renversements est appelé temps de relaxation de Néel. En l’absence de champ magnétique appliqué, si le temps de mesure de l’aimantation des grains est beaucoup plus grand que le temps de relaxation de Néel, l'aimantation mesurée est nulle. On dit qu’ils sont dans un état superparamagnétique. Dans cet état, un champ magnétique extérieur peut aimanter les grains, comme dans un matériau paramagnétique. Néanmoins, la susceptibilité magnétique de grains superparamagnétiques est beaucoup plus grande que celle des matériaux paramagnétiques.

## Découverte du superparamagnétisme
Lorsque les dimensions d'une particule atteignent l'échelle du nanomètre, les effets de la température et du temps sur le moment de la particule deviennent cruciaux. Louis Néel a dévoilé ces effets. Cette découverte l'a conduit aux notions très importantes de superparamagnétisme et de température de blocage. L'expression du temps de relaxation en fonction du champ appliqué, donnée par Néel dès 1949, est connue sous le nom de loi de Néel-Brown. Malgré son importance et les expérimentations effectuées depuis une cinquantaine d'années, cette loi n'a pu être vérifiée que très récemment.    

## Relaxation de Néel en l’absence de champ magnétique
En principe, n’importe quel matériau ferromagnétique ou ferrimagnétique subit une transition vers un état paramagnétique au-dessus de sa température de Curie. Le superparamagnétisme apparaît en dessous de la température de Curie du matériau, alors que le matériau est dans l'état ferromagnétique. Le superparamagnétisme est relatif à des grains qui sont mono-domaines, c’est-à-dire composés d’un seul domaine magnétique. La taille en dessous de laquelle des grains magnétiques sont dits monodomaines dépend du matériau. Elle est de l'ordre de la dizaine/centaine de nanomètres. Dans ces conditions, on peut considérer que l’aimantation du grain est en fait un seul moment magnétique géant, somme de tous les moments magnétiques portés par le grain. On parle d’"approximation macro-spin".
À cause de l'anisotropie magnétique des grains, le moment magnétique a généralement deux orientations stables. Elles sont antiparallèles l'une par rapport à l'autre et séparées par une barrière d'énergie. Ces orientations stables sont appelées « axes de facile aimantation » du grain. A une température donnée, il y a une probabilité non nulle que l’aimantation du grain (i.e. le macro-spin) se retourne complètement (rotation de {\displaystyle 180^{\circ }}). Le temps moyen entre deux renversements est appelé le temps de relaxation de Néel {\displaystyle \tau _{N}} et est donné par l’équation d'Arrhenius suivante :
{\displaystyle \tau _{N}=\tau _{0}e^{\left({\frac {KV}{k_{B}T}}\right)}}
où :

Retournement de l'aimantation d'un grain au bout d'un temps τ.

- {\displaystyle \tau _{N}} est le temps moyen entre deux retournements de l'aimantation du grain ;
- {\displaystyle \tau _{0}} est un temps d'essai, d'une valeur comprise entre 10-9 et 10-10 secondes ;
- K est l’anisotropie magnétique du grain et V son volume. On peut alors considérer que KV  est l’énergie de barrière associée au retournement de l’aimantation qui, partant de son axe facile initial, passe par un axe difficile, puis revient sur un autre axe facile ;
- kB est la constante de Boltzmann ;
- T est la température.

Ce temps de relaxation peut valoir de quelques nanosecondes à plusieurs années (voire plus). En particulier, on peut constater qu’il varie exponentiellement avec le volume du grain, ce qui explique pourquoi cette probabilité de saut est négligeable pour des matériaux massifs ou comportant de gros grains.

## Temps de mesure et température de blocage
Imaginons que l’on mesure l’aimantation d’un seul grain superparamagnétique et appelons {\displaystyle \tau _{m}} le temps que prend cette mesure. Si  {\displaystyle \tau _{m}} >> {\displaystyle \tau _{N}}, l’aimantation du grain se retourne de nombreuses fois pendant la mesure. L’aimantation mesurée apparaît nulle. Si {\displaystyle \tau _{m}} << {\displaystyle \tau _{N}}, son aimantation ne se retourne pas pendant la mesure. L'aimantation mesurée est le moment magnétique porté par le grain. Dans le premier cas, le grain sera dit dans un état superparamagnétique et dans le second dans l’état ferromagnétique, ou bloqué. L’état de la particule pour l’observateur (superparamagnétique ou ferromagnétique) dépend donc du temps de mesure. Une transition entre état superparamagnétique et état ferromagnétique a lieu lorsque {\displaystyle \tau _{m}} = {\displaystyle \tau _{N}}. Dans de nombreuses expériences, le temps de mesure de l’aimantation est constant, mais la température varie, de telle sorte que la transition ferromagnétique-superparamagnétique est observée à une certaine température. La température pour laquelle {\displaystyle \tau _{m}} = {\displaystyle \tau _{N}} est appelée température de blocage car, en dessous de cette température, l’aimantation du grain est vue comme « bloquée » à l’échelle du temps de mesure. 
{\displaystyle T_{B}={\frac {KV}{k_{B}\ln \left({\frac {\tau _{m}}{\tau _{0}}}\right)}}}

## Grains superparamagnétiques en présence d’un champ magnétique
Dans une assemblée de N grains, l’application d’un champ magnétique extérieur tend à faire s’aligner les grains superparamagnétiques le long du champ. La courbe d'aimantation de l'ensemble est une fonction réversible croissante ayant la forme d'un "S". Cette fonction est généralement compliquée, sauf dans deux cas :
1. Si toutes les particules sont identiques (même barrière d'énergie et même moment magnétique), leurs axes de facile aimantation sont tous orientés parallèlement au champ appliqué, et si la température est assez basse (T ≲ KV/(10 kB)), alors l'aimantation de l'assemblée est: 
{\displaystyle M(H)\approx N\mu \tanh \left({\frac {\mu _{0}H\mu }{k_{B}T}}\right)}.
2. Si toutes les particules sont identiques et que la température est assez élevée (T ≳ KV/kB), alors quelle que soit l'orientation des axes faciles:
{\displaystyle M(H)\approx N\mu L\left({\frac {\mu _{0}H\mu }{k_{B}T}}\right)}

Dans les équations ci-dessus :

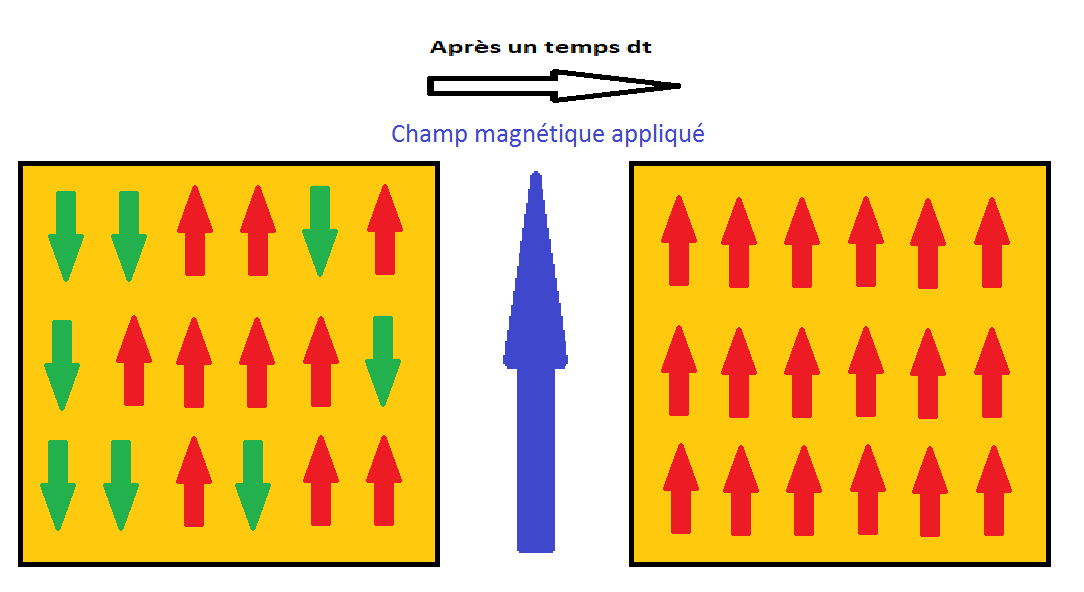
Alignement de l'aimantation des grains superparamagnétiques à la suite de l'application d'un champ magnétique externe.

- {\displaystyle \mu _{0}} est la perméabilité magnétique dans le vide ;
- {\displaystyle \mu } est le moment magnétique de la nanoparticule ;
- {\displaystyle \mu _{0}H} correspond au champ magnétique appliqué ;
- {\displaystyle L(x)=\coth(x)-{\frac {1}{x}}} est la fonction de Langevin ;

La pente {\displaystyle {\frac {\partial M}{\partial H}}} à l'origine de la fonction {\displaystyle M(H)} est la susceptibilité magnétique {\displaystyle \chi } des grains : 
{\displaystyle \chi ={\frac {N\mu _{0}\mu ^{2}}{k_{B}T}}} dans le premier cas
{\displaystyle \chi ={\frac {N\mu _{0}\mu ^{2}}{3k_{B}T}}} dans le second cas.
Cette susceptibilité est aussi valable pour des températures supérieures à la température de blocage si les axes faciles de la nanoparticule sont orientés de manière aléatoire.
On peut constater d’après cette expression que les grains les plus gros, portant donc un large µ, ont une susceptibilité plus forte. Ceci explique pourquoi les grains superparamagnétiques ont une susceptibilité plus forte que les matériaux paramagnétiques standard : ils se comportent exactement comme des moments paramagnétiques géants.

### Dépendance temporelle de l'aimantation
Il n'y a pas de dépendance temporelle de l'aimantation si les nanoparticules sont soit complètement bloquées ({\displaystyle T\ll T_{B}}), soit complètement superparamagnétiques ({\displaystyle T\gg T_{B}}). Cependant, il y a un encadrement étroit autour de {\displaystyle T_{B}}, où le temps de mesure et le temps de relaxation ont des valeurs comparables. Dans ce cas, il y a dépendance fréquentielle de la susceptibilité. Pour un échantillon orienté de manière aléatoire, la susceptibilité complexe s'écrit : 
{\displaystyle \chi (\omega )={\frac {\chi _{sp}+i\omega \tau \chi _{b}}{1+i\omega \tau }}}
où
- {\displaystyle f={\frac {\omega }{2\pi }}} est la fréquence du champ magnétique appliqué ;
- {\displaystyle \chi _{sp}={\frac {n\mu _{0}\mu ^{2}}{3k_{B}T}}} est la susceptibilité dans l'état superparamagnétique ;
- {\displaystyle \chi _{b}={\frac {n\mu _{0}\mu ^{2}}{3KV}}} est la susceptibilité dans l'état bloqué (ou ferromagnétique) ;
- {\displaystyle \tau ={\frac {\tau _{N}}{2}}} est le temps de relaxation de l'assemblée.

On peut déduire de cette susceptibilité dépendante en fréquence, la dépendance temporelle de l'aimantation pour des faibles champs magnétiques :
{\displaystyle \tau {\frac {\mathrm {d} M}{\mathrm {d} t}}+M=\tau \chi _{b}{\frac {\mathrm {d} H}{\mathrm {d} t}}+\chi _{sp}H}

## Mesure d'assemblées de grains superparamagnétiques:Field Cooling / Zero Field Cooling

### Zéro Field Cooling (ZFC) et Field Cooling (FC)[2]

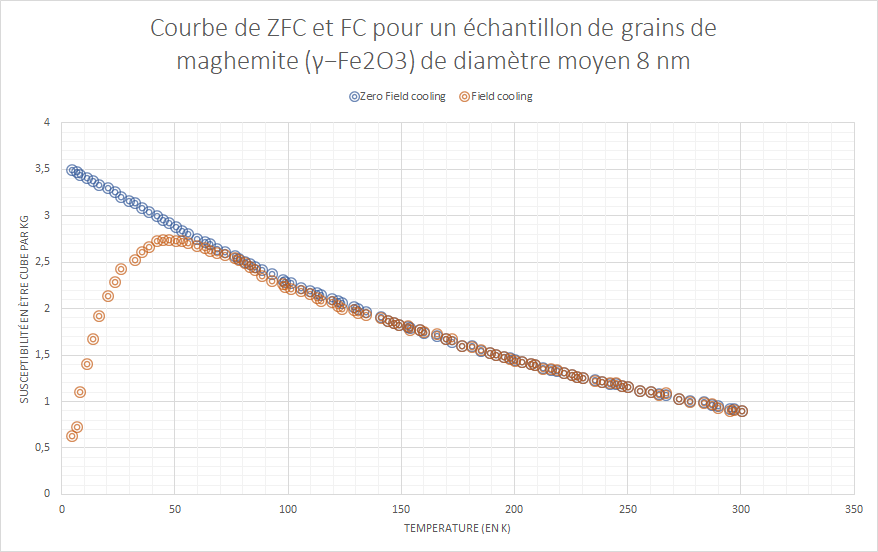
Courbe en ZFC et FC de la susceptibilité d'un échantillon de grains de maghémite (γ−Fe2O3). (Source: "Superparamagnetic materials", Miha Marolt, University of Ljubljana, 2014)

L'expérience ZFC/FC permet de déterminer la température dite de blocage {\displaystyle T_{B}} à partir de laquelle le temps de mesure {\displaystyle t_{exp}} égale le temps de basculement {\displaystyle \tau } du moment magnétique du matériau dont on mesure l'aimantation. En pratique, la température {\displaystyle T_{B}} correspond au maximum de la courbe ZFC de la caractéristique aimantation/champ magnétique.

### Protocole ZFC/FC[3]
Le phénomène ZFC/FC est visible à partir du moment où on manipule un échantillon. superparamagnétique à {\displaystyle T=300K}, à champ magnétique {\displaystyle {\overrightarrow {B}}} nul. De par la nature de l'échantillon, son aimantation macroscopique {\displaystyle {\overrightarrow {m}}} est ainsi nulle. L'expérience repose sur :  
- une montée en température (de {\displaystyle 2K} à {\displaystyle 300K}) à champ {\displaystyle {\overrightarrow {B}}} nul ;
- puis une descente en température (de {\displaystyle 300K} à {\displaystyle 2K}) à champ {\displaystyle {\overrightarrow {B}}} non nul.

## Applications impliquant le superparamagnétisme

### Stockage d'information
Le domaine dans lequel le superparamagnétisme a les plus fortes implications technologiques est celui de l'enregistrement magnétique. Dans les disques durs magnétiques (années 2000), chaque bit est stocké dans un ensemble de grains ferromagnétiques. Un bit 1 code une aimantation up tandis qu'un bit 0 code une aimantation down. Si les grains ont un temps de relaxation de Néel trop faible, l'information s'efface d'elle même au bout d'un certain temps. Les fabricants de disques durs considèrent que le temps de relaxation de Néel des grains des disques durs doit être supérieur à 10 ans. Compte tenu de l'allure de l'équation du temps de relaxation de Néel, et compte tenu du fait que les fabricants cherchent à densifier au maximum l'information (et donc à diminuer le volume V des grains), il ne reste plus qu'une seule alternative pour continuer à densifier le stockage de l'information : augmenter K l'anisotropie magnétique des grains. C'est un des défis constants de la recherche et développement dans ce domaine.

### Ferrofluides

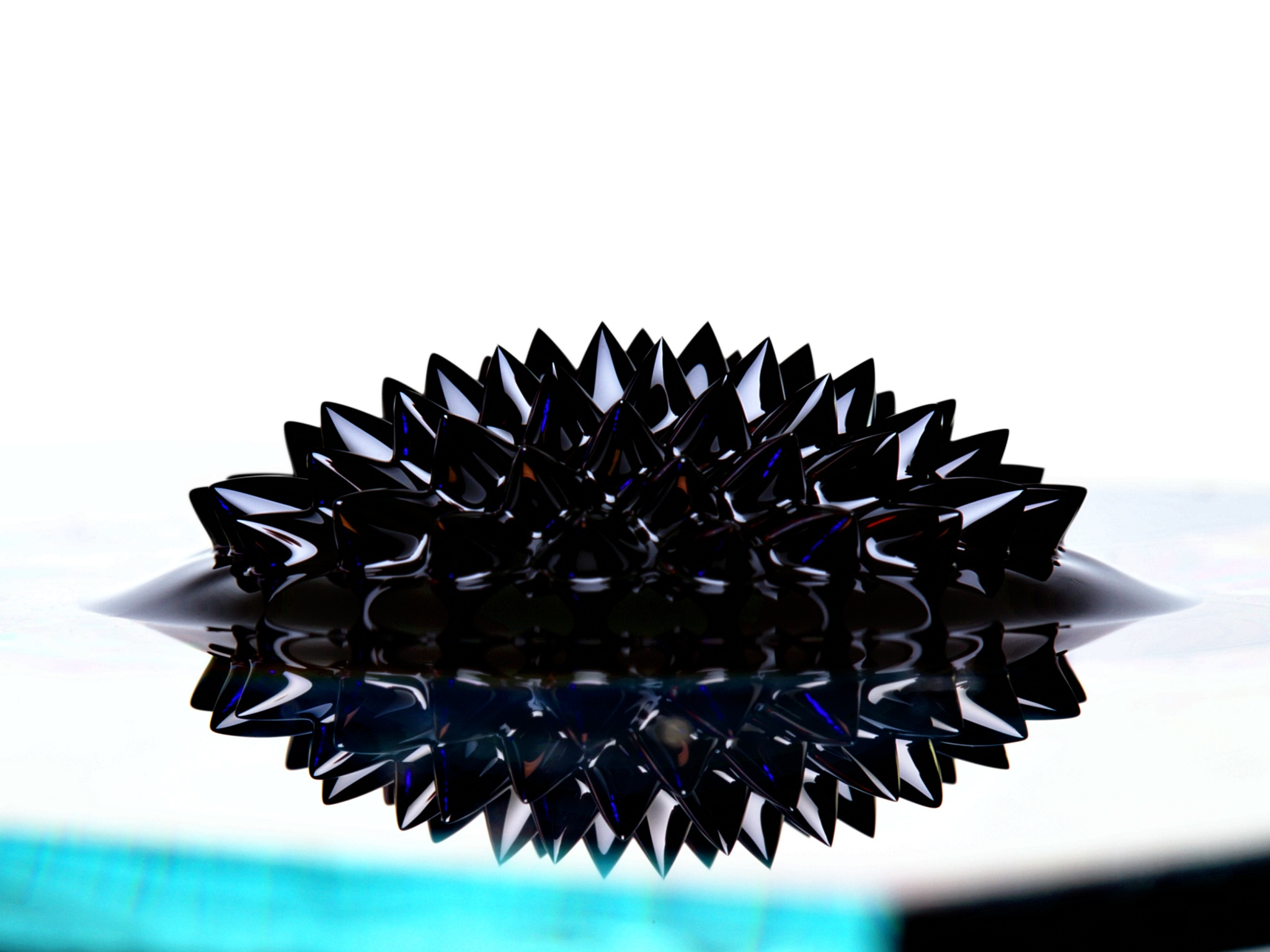
Ferrofluide sur une plaque de verre soumis à un champ magnétique fort.

Des grains ou nanoparticules superparamagnétiques dans un solvant constituent un ferrofluide, liquide magnétique qui a de nombreuses applications industrielles, biomédicales (Voir plus bas), et ludiques.

### Mesure
Un capteur de courant à effet Néel permet d'exploiter les propriétés superparamagnétiques d'un matériau composite nanostructuré afin de mesurer un courant électrique continu ou alternatif. L'effet Néel, apparaît, en fait, lorsqu'un matériau superparamagnétique placé à l'intérieur d'une bobine conductrice est soumis à des champs magnétiques de fréquence différentes. La non-linéarité du matériau superparamagnétique agit comme un mélangeur de fréquence. La tension mesurée aux bornes de la bobine comprend alors plusieurs composantes fréquentielles, non seulement aux fréquences d'origine, mais aussi à certaines de leurs combinaisons linéaires. Ainsi, la transposition en fréquence du champ à mesurer permet de détecter un champ produit par un courant continu avec une simple bobine.

### Applications biomédicales
- Imagerie : Amélioration du contraste dans l'imagerie à résonance magnétique (IRM) ;
- Séparation magnétique de cellule, d'ADN, de protéine ;
- Traitements : délivrance localisée d'un médicament, hyperthermie magnétique.
- Prévention : Délivrance locale d'un vaccin par magnétofection